# 于拜-塞尔蓬松
于拜-塞尔蓬松（法語：Ubaye-Serre-Ponçon，法語發音：[ybaj sɛʁ pɔ̃sɔ̃]）是法国上普罗旺斯阿尔卑斯省的一个市镇，属于巴瑟洛内特区。该市镇于2017年由原市镇拉布雷奥勒和圣樊尚堡合并而成，行政中心位于拉布雷奥勒。

## 地名
该市镇得名于该地的于拜河与塞尔蓬松湖。

## 地理
于拜-塞尔蓬松（44°27'27"N, 6°17'43"E）面积62.48 平方千米，位于法国普罗旺斯-阿尔卑斯-蓝色海岸大区上普罗旺斯阿尔卑斯省，该省份为法国东南部内陆省份，北起上阿尔卑斯省，西接沃克吕兹省，西北接德龙省，南至瓦尔省，东临滨海阿尔卑斯省，东北部与意大利接壤。
与于拜-塞尔蓬松接壤的市镇（或旧市镇、城区）包括：勒洛泽-于拜、蒙克拉尔、瑟洛内、圣马丹莱塞讷、布雷济耶、罗什布吕讷、埃斯皮纳斯、鲁塞、滨湖勒索兹。
于拜-塞尔蓬松的时区为UTC+01:00、UTC+02:00（夏令时）。

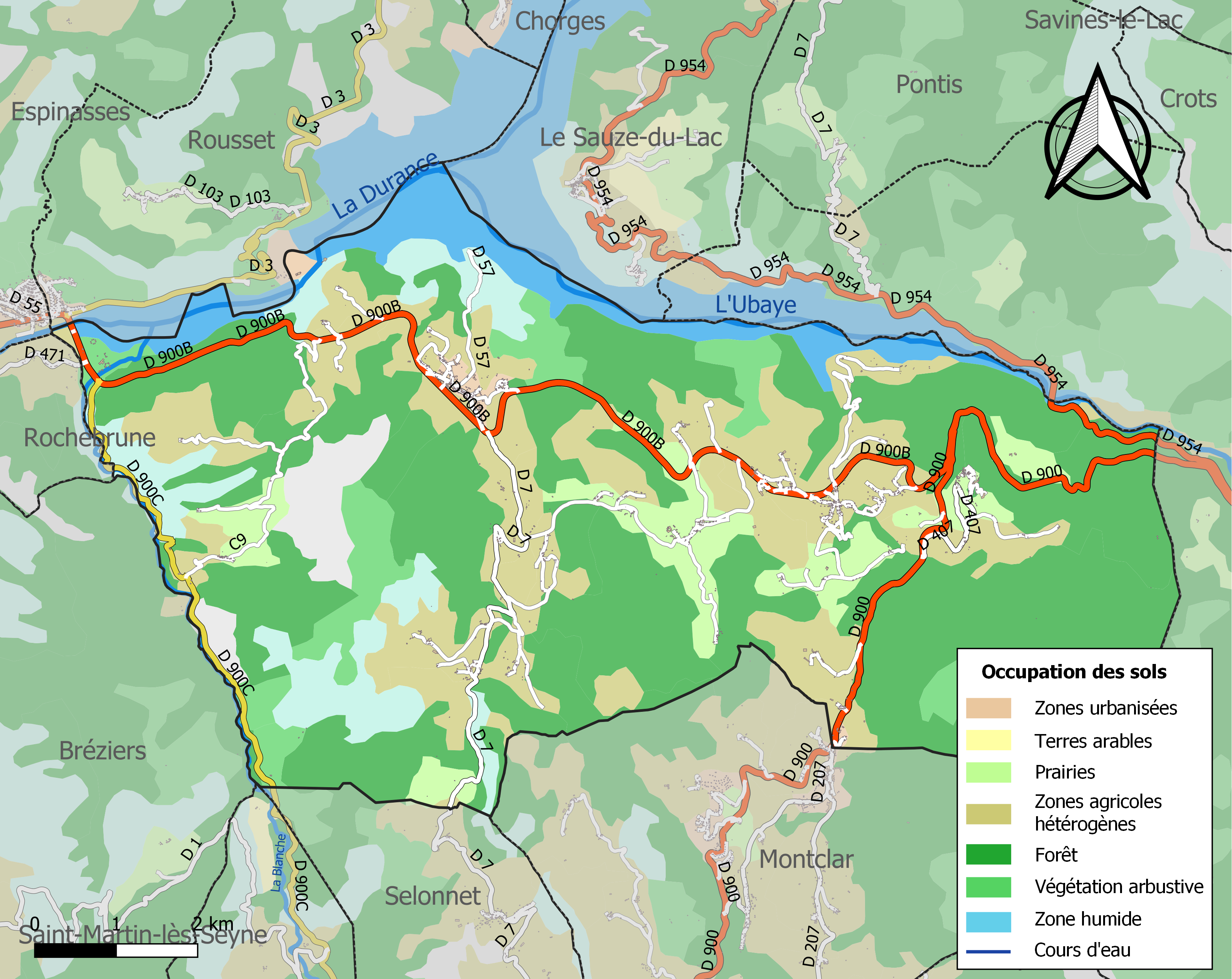
于拜-塞尔蓬松的OSM定位图

## 行政
于拜-塞尔蓬松的邮政编码为04340，INSEE市镇编码为04033。

## 政治
于拜-塞尔蓬松所属的省级选区为巴瑟洛内特县。

## 人口
于拜-塞尔蓬松于2022年1月1日时的人口数量为796人。